# Lonkay Antal
Lonkay Antal (Nagybocskó, 1827. szeptember 12. – Balatonfüred, 1888. augusztus 29.) laptulajdonos, újságíró, műfordító, tanár.

## Élete
Kegyesrendi tanárként Nagybecskereken szolgált, majd a magyar szabadságharc alatt Perczel Mór segédtisztje lett. A szabadságharc bukása után egy ideig bujkálnia kellett, 1855-től Budán, majd Pesten lett tanár és a Pesti Napló, valamint az Új Magyar Múzeum munkatársa.
1856-ban megalapította és 1871-ig szerkesztette a Tanodai Lapokat. 1860-ban alapította meg az Idők Tanúja legelső katolikus politikai napilapot, amely 1868-tól Magyar Állam címmel az ő szerkesztésében jelent meg. 1867-től haláláig a Pesti Királyi Főgimnázium tanára volt.

## Művei
Lefordította ifj. Plinius leveleinek tíz könyvét és Démoszthenész műveinek a felét.
- 1855 A magyar irodalom ismertetése I–II., Pest
- Magyar védhangok Krisztus és a kereszténység mellett, Renan és a renanisták ellen; kiad. Lonkay Antal; Vodiáner Ny., Pest, 1864
- 1872 Ébresztő szózat, Budapest
- Az én első római utam és vaticani zarándoklatom 1877-ben; Hunyady Mátyás Ny., Bp., 1879
- Az én második római utam, vaticani és lourdesi zarándoklatom 1880-ban, 1-2.; Hunyady Mátyás Ny., Bp., 1882